# Eulophia aloifolia
Eulophia aloifolia är en orkidéart som beskrevs av Friedrich Welwitsch och Heinrich Gustav Reichenbach. Eulophia aloifolia ingår i släktet Eulophia och familjen orkidéer.
Artens utbredningsområde är Angola. Inga underarter finns listade i Catalogue of Life.